# AquaScooter
Ein Aqua-Scooter oder Wasserschlitten ist ein Fortbewegungsmittel für einzelne Personen im Wasser. Im Gegensatz zum Tauchscooter dienen Wasserschlitten vor allem als Transportmittel für Schwimmer an der Wasseroberfläche; es gibt jedoch auch Wasserschlitten, die ebenfalls unter Wasser eingesetzt werden können. Man unterscheidet zwischen antriebslosen und Wasserschlitten mit eigenem Antrieb.

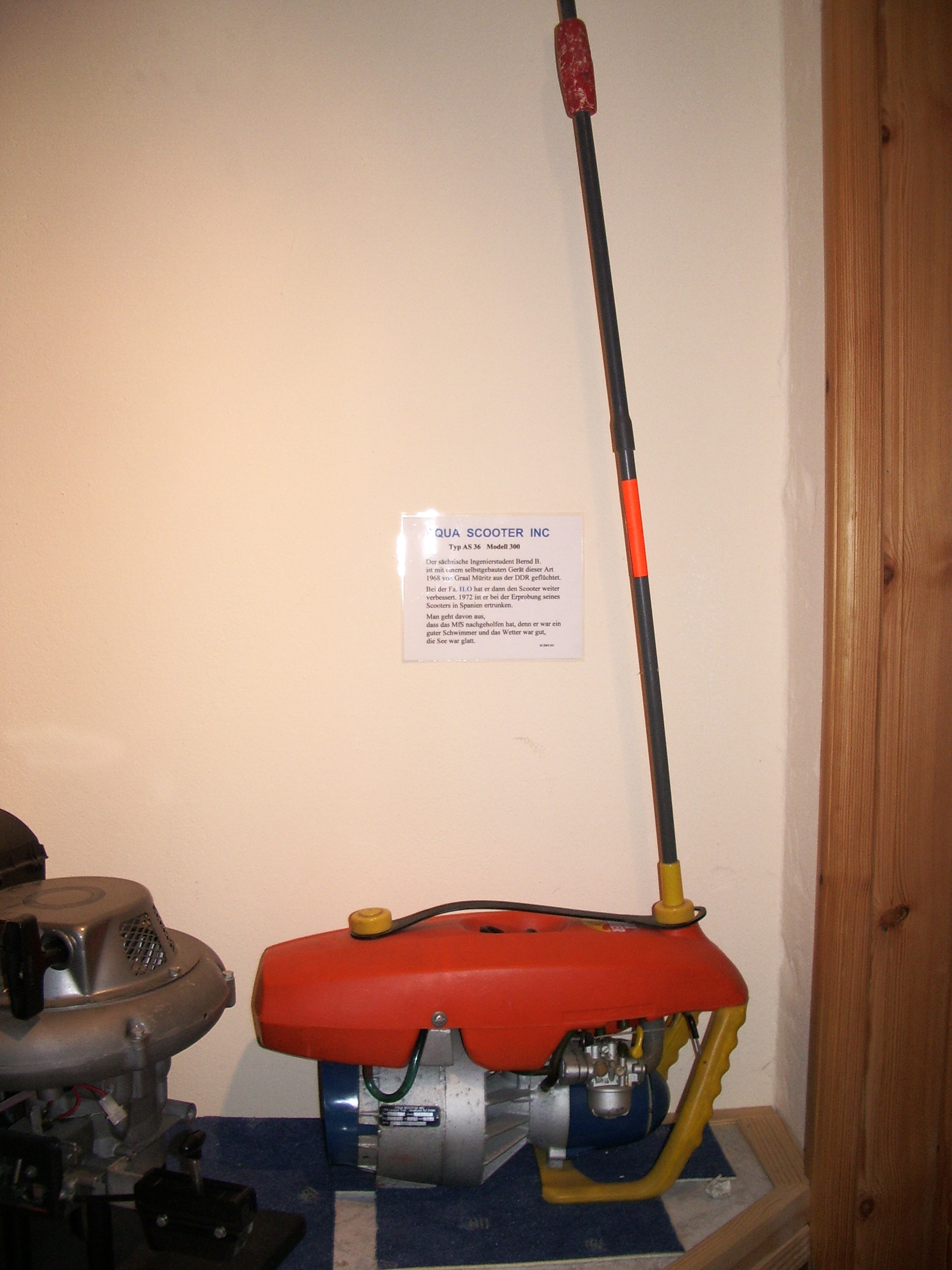
Ilo Aqua Scooter

## Aqua-Scooter

### Entwicklung
Erfinder des Aqua-Scooters ist Bernd Böttger aus der damaligen DDR. Im Alter von 27 Jahren baute er einen Vorläufer und versuchte mit dieser Schwimmhilfe im Jahr 1967 von Boltenhagen über die Ostsee aus der DDR zu fliehen. Dieses Vorhaben wurde von einem Bekannten Böttgers im Vorfeld an die Staatssicherheit verraten. Am Abend der beabsichtigten Flucht wurde er deshalb am Strand bereits von DDR-Grenzsoldaten erwartet und verhaftet. Der Scooter wurde beschlagnahmt.
Nach acht Monaten Gefängnis baute er sich 1968 einen neuen Aqua-Scooter, der in einigen Details verbessert und auch leiser war, und unternahm einen zweiten, diesmal erfolgreichen, Fluchtversuch. Seine Erfindung wurde anschließend in Zusammenarbeit mit den Pinneberger Ilo-Motorenwerken zur Serienreife weiterentwickelt und über Jahre hinweg verkauft. Nach Insolvenz der Pinneberger ILO-Motorenwerke baut Arkos in Italien den Aqua-Scooter weiter und vermarktet ihn weltweit. Aqua-Scooter ist ein geschützter Markenname und ist ausschließlich mit einem Zwei-PS-Verbrennungsmotor im Umlauf.
Bernd Böttger verstarb am 27. August 1972 unter ungeklärten Umständen während eines Tauchgangs.

### Antrieb
Ein kleiner Zweitaktmotor mit 50 cm³ und zwei PS treibt den Propeller an. Er entwickelt eine Schubkraft von 25 kg und dadurch eine Geschwindigkeit von etwa zehn km/h. Der Motor und der Antrieb liegen vollständig unter Wasser. Motorengeräusche sind in wenigen Metern Entfernung nicht zu hören. Die Luftversorgung erfolgt über einen Schnorchel, der auch die Tauchtiefe (120 cm) begrenzt. Gegen das versehentliche Ansaugen von Wasser schützt ein Wasserabscheider (eventuell mit Rückschlagventil). Die Verbrennungsabgase werden an der Unterseite ins Fahrwasser eingeleitet. Die Kühlung erfolgt ebenfalls durch das Fahrwasser. Ein Betrieb (>15 s) außerhalb des Wassers führt zur Überhitzung. Der auf dem Aqua-Scooter befindliche Tank ist zweigeteilt. In der vorderen Hälfte befindet sich der Lufttank mit Wasserabscheider und der Anschluss für den Schnorchel. Durch diesen Lufttank schwimmt der Aqua-Scooter an der Wasseroberfläche. In der hinteren Hälfte befindet sich der Benzintank mit einem Fassungsvermögen von zwei Litern Benzingemisch für etwa zwei Stunden Betrieb bei Vollgas. Wird der Aqua-Scooter im Betrieb losgelassen, fährt er mit Standgas im Kreis und kommt bei minimaler Strömung zum Benutzer zurück. Der Betrieb ist in Deutschland führerscheinfrei überall dort erlaubt, wo auch Motorboote fahren dürfen. Die Modelle AS 400, AS 450 und AS 500 besitzen eine Kontaktzündung. Das Modell AS 600 verfügt über eine elektronische Zündung.

## Seabob
Der Seabob stammt vom Stuttgarter Unternehmen Cayago und wurde 2005 auf der Messe Boot vorgestellt. Er ist nach Angaben des Unternehmens der schnellste Wasserschlitten der Welt. Er kann sowohl über Wasser als auch bis zu einer Tiefe von 40 m unter Wasser eingesetzt werden. Er wird von einem Elektro-Jet angetrieben, der wiederum von Lithium-Ionen-Batterien gespeist wird. Er ist also im Betrieb emissions- und nahezu geräuschlos.
Er ist der Nachfolger des Delfjet des Erfinders Jürgen Grimmeisen. Ein großer Bruder namens Magnum ist mit höherer Leistung und zusätzlichen technischen Features speziell für den Profitaucheinsatz entwickelt worden. Alle Produkte wurden in Zusammenarbeit mit dem Stuttgarter Designbüro Schweizer Design Consulting entwickelt und dort gestaltet. Sie erhielten zahlreiche Design-Auszeichnungen (red dot, Good Design, Focus Silber und Nominierungen zum Designpreis der Bundesrepublik Deutschland).

## Der Baadersche Wasserschlitten
Der Baadersche Wasserschlitten wurde 1810 von Joseph von Baader erfunden. Dabei handelt es sich um eine Art von Tretboot. Der Wasserschlitten wurde 2005 von Piotr Ramczykowski an der Fachhochschule München nachgebaut.

## Wasserschlitten ohne Antrieb
Wasserschlitten ohne Antrieb werden unter anderem als Schwimmhilfe und zum Freizeitvergnügen eingesetzt.